# Mall (filme)
Mall, conhecido em francês como A Day to Kill, é um filme de drama norte-americano de 2014, baseado em uma novela do mesmo nome escrita por Eric Bogosian. Foi lançado em 18 de junho de 2014, na França, em 16 de julho na Suécia, e em 17 de outubro na América do Norte. O filme é dirigido pelo DJ da banda Linkin Park, Joe Hahn, com Vincent D'Onofrio servindo como produtor executivo. D'Onofrio também trabalhou como ator no filme como Danny. Peter Stormare, Gina Gershon, Mimi Rogers, Brian Rodriguez e Cameron Monaghan também protagonizam o filme. O filme foi produzido por Hahn, Vincent D'Onofrio e Sam Maydew. É a estreia de longa-metragem de Hahn e seu segundo filme dirigido após The Seed. A história do filme apresenta vidas de cinco suburbanos descontentes que se reúnem em um shopping center.

## Sinopse
Malcolm é um menino sem mais razões para a vida. Somente os cristais de metanfetamina, o único que ele precisa independentemente, dão-lhe a carga para continuar. Equipado com uma bolsa cheia de armas e explosivos feitos em casa, ele vai ao supermercado nas proximidades com a intenção de provocar algo concreto. Nesta guerra pessoal, não mudará radicalmente apenas sua vida, mas também a de outras pessoas que estarão no lugar errado ao mesmo tempo: um adolescente cujo passatempo favorito é fumar ervas em sua melancolia, uma dona de casa que deixou para trás seus melhores dias, um empresário ganancioso cujo único desejo é aumentar sua riqueza e um pervertido deprimido.

## Elenco
O elenco para o filme foi feito por Angela Demo e Barbara J. McCarthy.
- Vincent D'Onofrio como Danny
- Gina Gershon como Donna
- Cameron Monaghan como Jeff
- James Frecheville como Mal
- John Hensley como Lenny
- Reid Ewing como Beckett
- India Menuez como Adelle
- Sianoa Smit-McPhee como Shel
- Stephen Taylor como Gus
- B.K. Cannon como uma vendedora
- Michael Patrick McGill como Ed
- Ron Yuan como o policial que aborrece Jeff e prende Danny
- Dean Cudworth como Gary
- Peter Stormare como Barry
- Gbenga Akinnagbe como Michel

## Produção
A produção do filme foi realizada por vários produtores. Mas foi tratada principalmente por Vincent D'Onofrio. Enquanto os outros eram Erika Hampson e Sam Maydew. Os produtores executivos incluíram Shaked Berenson e Patrick Ewald.
O filme foi dirigido por Joe Hahn da banda americana de rock Linkin Park. Os outros membros da banda, incluindo Chester Bennington e Mike Shinoda, ajudaram a escrever e produzir a trilha sonora do filme.

## Música

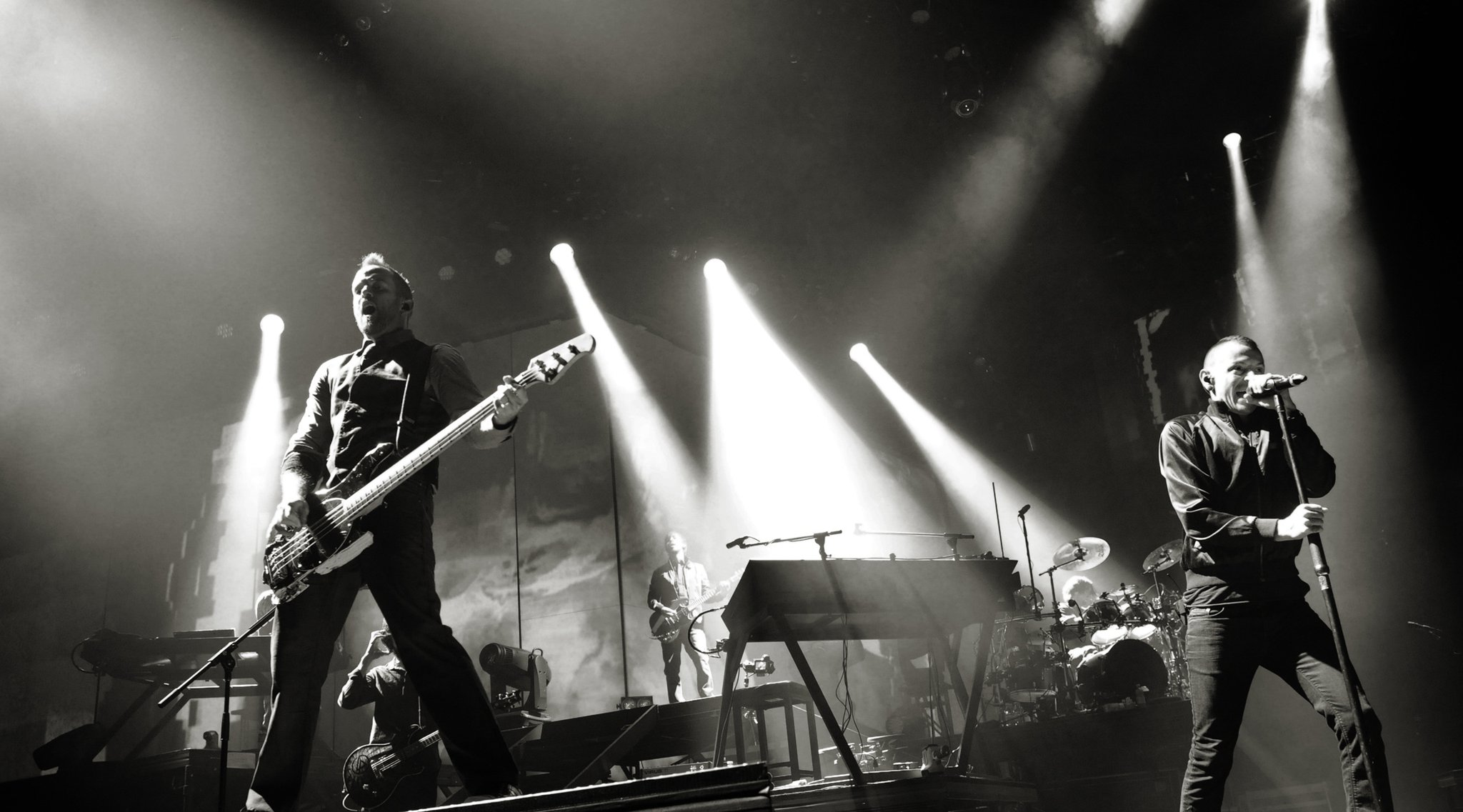
Linkin Park colaborou com Alec Puro para a trilha sonora do filme.

A música do filme foi composta pelo baterista da Deadsy, Alec Puro e pelos membros da banda Linkin Park, Chester Bennington, Dave Farrell, Joe Hahn e Mike Shinoda. A trilha sonora de The Seed, a primeira produção de Hahn, apresentou três músicas. Um deles foi "There They Go" por Fort Minor (originalmente de seu álbum de estúdio de estreia, The Rising Tied) tocado durante os créditos, e os outros dois foram sem título e foram tocados durante as cenas de luta. Esta seria a sexta trilha sonora e o segundo score da banda, depois de suas trilhas sonoras para a série de musicas da série Transformers. A trilha sonora anterior da banda foi com o filme de 2011: Transformers: Dark of the Moon. O primeiro score da banda foi uma colaboração com Steve Jablonsky para o filme de 2009 Transformers: Revenge of the Fallen. A trilha sonora do filme foi lançada sob as gravadoras Warner Bros. e Machine Shop em 12 de dezembro de 2014.

### Entrevistas
- Radish, Christina (16 de outubro de 2014). «Director Joe Hahn Talks MALL, Why He Chose This Material as His First Feature, the Casting Process, His Music Video Background, and More». Collider (em inglês). Consultado em 28 de março de 2015
- Scancarelli, Derek (22 de outubro de 2014). «UTG INTERVIEW: Joe Hahn Of Linkin Park On Directorial Debut 'Mall'». Under the Gun Review (em inglês). Consultado em 28 de março de 2015
- Graff, Gary (9 de setembro de 2014). «Linkin Park's Joe Hahn Makes Directorial Debut with 'Mall': Watch An Exclusive Clip». Billboard (em inglês). Consultado em 28 de março de 2015
- Sneider, Jeff (14 de outubro de 2014). «'Mall' Producers Vincent D'Onofrio, Sam Maydew on Movie Violence and the Power of Linkin Park». The Wrap (em inglês). Consultado em 28 de março de 2015